# Hylettus eremita
Hylettus eremita là một loài bọ cánh cứng trong họ Cerambycidae.